# Тархов, Анатолий Георгиевич
Анато́лий Гео́ргиевич Та́рхов (1 мая 1911, Каинск, Томская губерния — 2 октября 1978, Москва, СССР)  — учёный, геофизик, преподаватель, доктор физико-математических наук, профессор, заведующий кафедрой ядерно-радиометрических методов МГРИ (1970—1978), декан геофизического факультета (1954—1958), заслуженный деятель науки и техники РСФСР, создатель научного направления — подземной геофизики и метода радиокип. Автор более 200 научных работ.

## Биография
Родился в 1911 году, в Каинске. В 1934 году окончил Ленинградский горный институт, работал научным сотрудником ВСЕГЕИ.
С 1946 года выполнял геофизические исследования в Армении.
В 1949-1951 — главный инженер Главного геофизического управления  министерства геологии СССР. С 1951 года — доцент, профессор кафедры разведочной геофизики, декан геофизического факультета (1954-1958), с 1970 года — заведующей кафедрой ядерно-радиометрических методов МГРИ.  Известен работами в области высокочастотной электроразведки, радиоволнового просвечивания, вызванной поляризации, как создатель метода радиокип. Исследовал электрические свойства горных пород в переменных полях. Занимался проблемами подземной регистрации космического излучения, подземной терморазведки, комплексирования геофизических методов, разработкой вероятностно-статистических методов  обработки и интерпретации геофизической информации.
В середине 50-х годов сформулировал новое научное направление — подземную геофизику, которая получила широкое применение в геологоразведочных  работах на  рудных месторождениях.
Умер 2 октября 1978 года, в Москве. Похоронен на Химкинском кладбище

## Труды
- А. Г. Тархов, А. А Никитин. «Комплексирование методов разведочной геофизики: Справочник геофизика» // М.: «Недра», 1984 — 385 с.[9]